# 6180 the Moon
A 6180 the Moon minimalista logikai platformjáték, melyet a Turtle Cream és Jongmin Baek fejlesztett. A játék zenéjét Seongyi Yi és Chaeeun Kim szerezte. A játék 2014. szeptember 19-én jelent meg. A játék történetének középpontjában a Hold áll, ahogy megpróbálja kideríteni a Nap hollétét miután az eltűnt és a Föld lakosait végtelen éjszakára kárhoztatta.

## Játékmenet
A 6180 the Moonban a játékos a Holdat irányítja, amit egy egyszerű fehér kör jelképez. A Hold kizárólag ugrani, illetve balra és jobbra képes haladni, azonban a pályák felső és alsó határa egymásba kapcsolódik, ezzel további lehetőségeket biztosítva a játékosok részére az akadályok leküzdésére. Az összes pálya célja, hogy a játékos eljusson a kiindulási pontról a célblokkba. A pályák „világokba” vannak csoportosítva, mindegyik világ a Naprendszer egy bolygóján alapul, a világok különböző tematikus játékmechanikával rendelkeznek.

## Cselekmény
A Hold lenyugvóra térne, hogy a Nap felkelhessen, azonban utóbbi eltűnt. A Hold a Nap felkutatására indul, hogy meggyőzze, hogy térjen vissza a helyére. A Hold az útja során megismerkedik a bolygókkal, amik véleményt vagy tanácsokat adnak a helyzetről. A történet végén a Nap elmondja a Holdnak, hogy sosem hagyta el a helyét, így a Hold visszaindul a Földhöz.

## Fejlesztés
A játék első alfaverziójának fejlesztése 1 óra 43 percig, azaz 6180 másodpercig tartott, a történetet és a megjelent verzióban szereplő további pályákat és világokat ez után adták hozzá.

## Fogadtatás
A 6180 the Moon pozitív kritikai fogadtatásban részesült. John Walker a Rock, Paper, Shotgun weboldalon közzétett elemzésében azt „nagyon csinosnak” nevezte, míg Spencer Hayes a Destructoid weboldalon azt írta a játékról, hogy „Van valami a logikai platformjátékokban, ami miatt azok egyszerűen nem jönnek be úgy mint korábban. A 6180 the Moon a kivitél. Az a játék nagyon király.” TotalBiscuit szerint a játék „Brilliáns… Igazán lenyűgöző… Nagyszerű alkotás.” Phil Spencer az Xbox ügyvezető alelnöke azt írta, hogy „Holnap fog megjelenni ez a játék Steamen, megéri beszerezni. #6180themoon, újabb játék, amit szivesen látnák xb1-on.” 

## Fordítás
- Ez a szócikk részben vagy egészben  a(z)   6180 the moon című angol Wikipédia-szócikk ezen változatának fordításán alapul.  Az eredeti cikk szerkesztőit annak laptörténete sorolja fel. Ez a jelzés csupán a megfogalmazás eredetét és a szerzői jogokat jelzi, nem szolgál a cikkben szereplő információk forrásmegjelöléseként.